# Саранди-дель-Йи (муниципалитет)
Саранди-дель-Йи (исп. Sarandí del Yí) — муниципалитет в Уругвае. Административный центр — город Саранди-дель-Йи.

## История
Муниципалитет образован 15 марта 2010 года.

## Состав
В состав муниципалитета входит единственный населённый пункт:
- Саранди-дель-Йи